# Банюнинська сільська рада
| Банюнинська сільська рада — орган місцевого самоврядування у Кам'янка-Бузькому районі Львівської області з адміністративним центром у с. Банюнин. Історична дата утворення: в 1939 році. Сільській раді підпорядковані населені пункти: - с. Банюнин |

## Склад ради
Рада складається з 14 депутатів та голови.

### Керівний склад ради
| ПІБ                      | Основні відомості                                                                         | Дата обрання | Дата звільнення |
| ------------------------ | ----------------------------------------------------------------------------------------- | ------------ | --------------- |
| Хуткий Ігор Іванович     | Сільський голова, 1966 року народження, освіта, безпартійний                              | 26.03.2006   | 31.10.2010      |
| Костюк Михайло Іванович  | Сільський голова, 1977 року народження, освіта, член Всеукраїнського об'єднання «Свобода» | 31.10.2010   | 19.04.2013      |
| Тимчишин Василь Іванович | Сільський голова, 1963 року народження, освіта вища, безпартійний                         | 15.12.2013   |                 |

Примітка: таблиця складена за даними джерела